# Le Bousquet-d'Orb
Le Bousquet-d'Orb é uma comuna francesa na região administrativa de Occitânia, no departamento de Hérault. Estende-se por uma área de 11,83 km². Em 2010 a comuna tinha 1 609 habitantes (densidade: 136 hab./km²).